# 張三丰
張 三丰（ちょう さんぽう、繁体字: 張三丰、簡体字: 张三丰、拼音: Zhāng sānfēng、1247年 - ?）は、南宋・元・明代に生きた遼陽府懿州出身の道士・仙人。字は君宝。幼名は全一。日本においては張 三豊とも表記される。伝説的な人物で、存在したかどうかは定かでない。
しかし、諸事の根拠を明示して論証する学問的態度である考証学の祖である黄宗羲が記した『王征南墓志銘』に張三丰のことを記録しており、その中で内家拳の祖であるなどを記していることから、伝説は多いが内家拳の祖として確かに実在したとする説もある。
伝説では、少林寺で修行した後、武当山（湖北省十堰市）で武当派をつくり、太極拳を創設したとされる。

## 生涯
登場する歴史資料は『明史』『三丰全集』『広陽雑記』『諸真宗派総簿』『三迤随筆』『淮城夜語・張玄素入点蒼』等。
幼少の頃より、才知が抜群で経典・歴史に精通しており、一度目に通したものはすぐ暗唱できた。体や耳が大きく、ひげが矛のようだった。最初に碧落宮白雲長老に師事し、人格を磨き修養を積んでから、全真教の道士丘処機の教えを学んだ。
1314年（延祐元年）、67歳になったとき、火龍真人に道教を学び不老長寿の術を得る。それから、宝鶏金台観で道教を研究し「三丰道人」と称した。
1324年（泰定元年)、77歳になった張三丰は武当山に到達。玉虚台で太極剣を研究し、さらに剛と柔の「両儀四象」で太極拳の三功（内丹太極剣三百八十四招、両儀太極拳三百八十四拳、陰陽拳）を創造した。この成功により仙人となる。
仙人になった張三丰は、130歳のときに一度息を引き取るが、埋葬される段階でまた生き返る。
張三丰の名声は朝廷に伝わり、1384年（洪武17年）、明の洪武帝（朱元璋）は137歳になった張三丰を招聘するも辞退される。さらに1416年（永楽14年）に、永楽帝が169歳の張三丰を招聘するがまたも辞退された。

## フィクション

### 『神鵰剣俠』『倚天屠龍記』
金庸の武俠小説『神鵰剣俠』のラストで、少年時代の張三丰が登場する。このときは少林寺の覚遠の弟子。楊過と出会い、「左右互調」「四通八達」「鹿死誰手」の指導を受けている。
その後、時代は一気に下り、『倚天屠龍記』の冒頭では、1337年（至元3年）に90歳を迎えている。
張三丰は武術の達人という設定で、自ら「純陽無極功」「太極拳」「太極剣」といった絶技を編み出す。なお「武当七俠」という7名の弟子がおり、そのひとりである張翠山の息子が、『倚天屠龍記』の主人公の張無忌である。

### 『マスター・オブ・リアル・カンフー 大地無限』
『マスター・オブ・リアル・カンフー 大地無限』は1993年公開の香港映画。原題は『太極張三豐』。日本では劇場未公開・ビデオ発売。ジェット・リー（当時はリー・リンチェイ）が若き日の張三丰（クンパオ）を演じた。

### 『少年張三豐』
2001年中国で放送された連続テレビドラマ。全40話。張衛健(ディッキー・チョン)が張三丰を演じた。